# 内旋轮线

紅色曲線是 R = 5.0, r = 3, d = 5 的内旋轮线

内旋轮线（英語：hypotrochoid）是追踪附着在围绕半径为 R 的固定的圆内侧滚转的半径为 r 的圆上的一个点得到的转迹线，这个点到内部滚动的圆的中心的距离是 d。
内旋轮线的参数方程是:
{\displaystyle x=(R-r)\cos \theta +d\cos \left({R-r \over r}\theta \right)}
{\displaystyle y=(R-r)\sin \theta -d\sin \left({R-r \over r}\theta \right)}
特殊情况包括 d = r 的内摆线和 R = 2r 的椭圆。
经典的玩具萬花尺追踪出内旋轮线和外旋轮线。